# Lipstick (álbum da Lipstick)
Lipstick é o  álbum de estreia da banda de  pop rock Lipstick, lançado em 2007. E inclui os singles "Cada segundo que eu tinha", "Temporal" e "Na na na".

## Antecedentes
No primeiro semestre de 2007 a banda entra em estudio para a gravação do primeiro CD, com a produção de Marco Godoy e Fernando Quesada. 

## Lançamento e Composições
O álbum Lipstick é lançado no final do ano de 2007 pelo selo paulista Thurbo Music. Nesse primeiro trabalho as integrantes da banda mostram seu lado de compositoras e assinam todas as faixas com exceção de “Na Na Na”, terceiro single, versão da musica da banda gaúcha Wonkavision. O CD vem ainda com versões acústicas para as faixas ‘Eu Sei’; e ‘Cada Segundo que Eu Tinha’, que foi o primeiro single do CD.

## Divulgação
A Lipstick começa o trabalho de divulgação do seu primeiro álbum. Participa dos principais programas de rádio do Brasil, como o ‘Segundas Intenções’ apresentado pro Max Fivelinha na Mix FM, ‘Panico’ da Jovem Pan FM, ‘Privê 89′ da 89 FM. E também nos principais programas e emissoras de TV:  SuperPop e Ritmo Brasil da Rede TV, Astros do SBT, CQC da Band, Pra Você e Todo Seu (apresentado por Ronnie Von) na TV Gazeta. Na MTV nos programas ‘Todos os Vjs do Mundo’, Dominio MTV e Rock Gol  . A banda ganha espaço e se destaca nas principais publicações do segmento jovem como Capricho, Atrevida,  Yes Teen, Love Rock e ainda na Guitar Player e Modern Drummer. E também nos maiores portais da internet, como UOL (bate-papo e pocket show), Show Livre, Canja do IG e Papolog..

## Singles
1. "Cada segundo que eu tinha"
2. "Temporal"
3. "Na na na"

## Faixas
1. "Temporal"
2. "Nossa História"
3. "Cada segundo que eu tinha"
4. "Na na na"
5. "Eu sei"
6. "Tempo livre"
7. "Nunca mais"
8. "Hoje pensei em você"
9. "Desencontrolada"
10. "Superficial"
11. "Já sei onde estou"
12. "Algo restou"
13. "Por acaso"
14. "Eu sei (acústico)" - Bônus track
15. "Cada segundo que eu tinha (acústico)" - Bônus track